# Modibo Maïga
Modibo Maïga (ur. 3 września 1987 w Bamako) – malijski piłkarz grający na pozycji ofensywnego pomocnika w tajskim klubie Buriram United FC.

## Kariera klubowa
Karierę piłkarską Maïga rozpoczął w stolicy Mali, Bamako. Wychował się w tamtejszym klubie Stade Malien i w 2004 zadebiutował w jego barwach w malijskiej Premiere Division. Jeszcze w tym samym roku Malijczyk odszedł do marokańskiej Rai Casablanca, ówczesnego mistrza kraju. W 2005 wywalczył z Rają Puchar Maroka, a także dotarł do półfinału Ligi Mistrzów. Z kolei w 2006 wygrał Arabską Ligę Mistrzów.
Latem 2006 Maïga przeszedł do francuskiego Le Mans FC. Pierwszy rok spędził grając w amatorskich czwartoligowych rezerwach tego klubu i członkiem pierwszego zespołu stał się w 2007, do którego przesunął go ówczesny trener Le Mans, Rudi Garcia. W Ligue 1 zadebiutował 25 sierpnia 2007 w przegranym 1:3 wyjazdowym meczu z AS Monaco. W sezonie 2007/2008 zaliczył 18 spotkań, w większości jako rezerwowy, jednak od początku sezonu 2008/2009 jest podstawowym zawodnikiem Le Mans. 16 sierpnia 2008 w wyjazdowym meczu z Lille OSC (3:1) zaliczył swoje pierwsze dwa trafienia we francuskiej lidze.
W 2010 Maïga podpisał 4-letni kontrakt z pierwszoligowym FC Sochaux-Montbéliard.
18 lipca 2012 podpisał kontrakt z angielskim West Hamem United.
31 stycznia 2014 został wypożyczony do Queens Park Rangers do końca sezonu 2013/14. Dzień później zadebiutował w meczu z Burnley, zremisowanym 3-3.
27 sierpnia 2014 został wypożyczony do FC Metz do końca sezonu 2014/15.
6 stycznia 2019 podpisał kontrakt z Buriram United FC.
| Sezon   | Klub                       | Kraj                         | Rozgrywki                    | Mecze | Bramki | Rozgrywki Europy | Mecze | Bramki |
| ------- | -------------------------- | ---------------------------- | ---------------------------- | ----- | ------ | ---------------- | ----- | ------ |
| 2004    | Stade Malien               | Mali                         | Premiere Division            | ?     | ?      | –                | –     | –      |
| 2004/05 | Raja Casablanca            | Maroko                       | Botola                       | ?     | ?      | –                | –     | –      |
| 2005/06 | Raja Casablanca            | Maroko                       | Botola                       | ?     | ?      | –                | –     | –      |
| 2006/07 | Raja Casablanca            | Maroko                       | Botola                       | 13    | 5      | –                | –     | –      |
| 2006/07 | Le Mans FC B               | Francja                      | CFA                          | 7     | 2      | –                | –     | –      |
| 2007/08 | Le Mans FC                 | Francja                      | Ligue 1                      | 19    | 0      | –                | –     | –      |
| 2008/09 | Le Mans FC                 | Francja                      | Ligue 1                      | 37    | 8      | –                | –     | –      |
| 2009/10 | Le Mans FC                 | Francja                      | Ligue 1                      | 32    | 7      | –                | –     | –      |
| 2010/11 | FC Sochaux                 | Francja                      | Ligue 1                      | 36    | 15     | –                | –     | –      |
| 2011/12 | FC Sochaux                 | Francja                      | Ligue 1                      | 23    | 9      | Liga Europa UEFA | 1     | 0      |
| 2012/13 | West Ham United            | Anglia                       | Premier League               | 17    | 2      | –                | –     | –      |
| 2013/14 | West Ham United            | Anglia                       | Premier League               | 14    | 1      | –                | –     | –      |
| 2013/14 | Queens Park Rangers (wyp.) | Anglia                       | Football League Championship | 8     | 1      | –                | –     | –      |
| 2014/15 | FC Metz (wyp.)             | Francja                      | Ligue 1                      | 24    | 9      | –                | –     | –      |
| 2015/16 | West Ham United            | Anglia                       | Premier League               | 3     | 1      | Liga Europy UEFA | 4     | 0      |
| 2016/17 | Al-Ittihad Kalba           | Zjednoczone Emiraty Arabskie | UAE League                   | 23    | 9      | –                | –     | –      |
| 2017/18 | Ajman Club                 | Zjednoczone Emiraty Arabskie | UAE League                   | 18    | 8      | –                | –     | –      |

Stan na: koniec sezonu 2017/2018.

## Kariera reprezentacyjna
W reprezentacji Mali Maïga zadebiutował w 2008 roku podczas eliminacji do Mistrzostw Świata w RPA i Pucharu Narodów Afryki 2010.